# Defiant Imagination
Defiant Imagination — трейтий и последний студийный альбом канадской мелодик-дэт-метал-группы Quo Vadis, выпущенный 4 ноября 2004 года на лейбле Skyscraper Music.

## Предыстория
В 2002 году барабанщик Яник Берсье переехал из Монреаля, в котором базировалась группа, в американский штат Теннеси. И хотя он остался в составе группы, он не посещал репетиции с августа того же года и приезжал только на концертные выступления, где он с Quo Vadis оттачивал новый материал. В это же время, примерно за месяц до начала записи нового альбома, коллектив покинули вокалист/гитарист Арье Итман и басист Реми Бошан. Наибольший удар по производству Defiant Imagination оказал уход Итмана, так как он говорил группе, что у него написан материал для четырёх песен, однако в действительности у бывшего гитариста была приготовлена только одна песня. Из-за этого остальным музыкантам пришлось в спешке работать над оставшейся частью альбома в течение оставшихся четырёх недель до начала студийной работы.

## Запись
Из-за перемен в составе запись Defiant Imagination растянулась на два года. Группа успела окончательно утвердить структуру песен, и в сентябре 2002 года были записаны партии ударных. Когда настала очередь бас-гитары, вместо поиска нового музыканта, гитарист Барт Фридрихович решил обратиться к Стиву Диджорджио, уже известному в то время по работе с Sadus, Death и Testament. В 2003 году Фридрихович написал Диджорджио по электронной почте: «Вы были бы заинтересованы в сессионной работе в Канаде?», и после согласия басиста тому была отправлена необходимая информация о музыке группы. В августе 2003 года бас-гитара была записана в студии Wildsound Studios. Записью руководил Пьер Ремийяр, до этого спродюсировавший предыдущую работу Quo Vadis, Day into Night.
Партии струнных были записаны в октябре 2003 года, а хор и вокал были записаны в январе 2004. Наиболее длительным процессом стала запись гитарных партий, которая растянулась с сентября 2002 по январь 2004 года. Это было обусловленно тем, что из-за спешки в написании песен Фридрихович остался не до конца удовлетворён финальным итогом и регулярно экспериментировал с гитарными гармониями и мелодиями. Всё это осложнилось тем, что Берсье не мог перезаписать партии ударных и гитаристу пришлось отталкиваться от уже записанного материала, не имея возможности поменять структуру или темп песен. В интервью порталу The Darkest Hours он говорил: «Это было непросто — часто я просто джемовал под записанные треки в течение долгого времени, пытаясь найти другую атмосферу, отличную от уже записанной […] это лучше всего слышно на «To the Bitter End» или «Tunnel Effect». Если вы послушаете обе гитары, они делают совершенно разные вещи, но очень хорошо дополняют друг друга».
К маю 2004 года весь альбом был сведен Джимом Моррисом, а мастеринг был проведён Бернардом Белли в период с июня по сентябрь 2004 года. Изначально альбом назывался «To the Bitter End» (с англ. — «До последней капли крови»), поскольку группа намеревалась «записывать, сводить, или мастерить альбом, пока мы не будем на 100% счастливы и НЕ согласимся на компромиссы». Но позже музыканты решили, что обложка не соответствовала названию, поэтому группа подумала о новом названии и остановилась на Defiant Imagination.

## Отзывы критиков
| Оценки критиков | Оценки критиков |
| Источник        | Оценка          |
| --------------- | --------------- |
| Blistering      | без оценки      |
| BW&BK           | 8.5/10          |
| Exclaim!        | без оценки      |
| Metal Storm     | 8.7/10          |
| Sputnikmusic    | 4/5             |
| Ultimate Guitar | 9.9/10          |

Defiant Imagination был положительно встречен музыкальными критиками. Дэвид Э. Гелке в своей рецензии для онлайн-журнала Blistering похвалил мелодическую и техническую составляющую пластинки и написал, что «Quo Vadis создали альбом неоспоримой силы и величия». Он сравнил его звучание с такими коллективами прогрессивного дэт-метала как Atheist и Death, заодно отметив работу приглашённого Стива Диджорджио, который, по мнению рецензента, идеально вписывается в музыку Quo Vadis. Единственное, что ему не понравилось, так это работа вокалиста Стефан Паре, которая показалась Гелке «стерильной».
Канадский журнал Brave Words & Bloody Knuckles также крайне положительно высказался о Defiant Imagination, хваля техническое мастерство музыкантов и отмечая удачный выбор Диджорджио на роль басиста для пластинки. Джилл Миккельсон из Exclaim! назвала альбом лучшей работой группы, которая благодаря ей стала одним из фаворитов канадской метал-сцены.
В рецензии для сайта Sputnikmusic было высоко отмечено качество записи и сведения альбома, благодаря чему каждый инструмент можно чётко услышать, а также разнообразие песен. Рецензент похвалил баланс прогрессивности и брутальности, из-за чего группа не скатывается в одну из крайностей, а поддерживает золотую середину, делая звучание группы уникальным среди остальных представителей жанра.
Согласно рейтингу читателей сайта Metal Storm, Defiant Imagination входит в двадцатку лучших альбом 2004 года.

## Список композиций
| №                   | Название                                     | Текст песни         | Музыка              | Длительность |
| ------------------- | -------------------------------------------- | ------------------- | ------------------- | ------------ |
| 1.                  | «Silence Calls the Storm»                    | Яник Берсье         | Барт Фридрихович    | 5:03         |
| 2.                  | «In Contempt»                                | Фридрихович         | Фридрихович         | 3:35         |
| 3.                  | «Break the Cycle»                            | Фридрихович         | Фридрихович         | 6:05         |
| 4.                  | «Tunnel Effect (Element of the Ensemble IV)» | Берсье              | Фридрихович, Берсье | 5:39         |
| 5.                  | «To the Bitter End»                          | Фридрихович         | Фридрихович         | 6:59         |
| 6.                  | «In Articulo Mortis»                         | Фридрихович         | Фридрихович         | 1:07         |
| 7.                  | «Fate's Descent»                             | Берсье              | Фридрихович         | 4:35         |
| 8.                  | «Dead Man's Diary»                           | Берсье              | Фридрихович         | 5:25         |
| 9.                  | «Ego Intuo et Servo te»                      | Фридрихович         | Фридрихович         | 0:51         |
| Общая длительность: | Общая длительность:                          | Общая длительность: | Общая длительность: | 39:19        |

## Участники записи
Quo Vadis
- Стефан Паре — вокал
- Барт Фридрихович — гитары
- Яник Берсье — ударные, бэк-вокал

Приглашённые музыканты
- Стив Диджорджио — бас-гитара
- Уильям Сегерс — соло-гитара
- Роксанна Константин — клавишные, женский вокал
- Элизабет Жиру — виолончель

Приглашённые вокалисты
- Марко Каллиари — приглашённый вокал в «Tunnel Effect»
- Оскар Соуто — приглашённый вокал в «Tunnel Effect»
- Ян Кэмпбелл — приглашённый вокал в «To the Bitter End»
- Александр Эриан — приглашённый вокал в «To the Bitter End»
- Армен — приглашённый вокал в «To the Bitter End»